# 越台糖業
越台糖業公司位於越南清化省石城縣城雲鄉。

## 公司沿革
越台糖業公司，全名為越台糖業有限責任公司，於1994年3月28日由台灣台糖、金車公司、義美食品與越南第一糖業總公司、清化糖業共同投資70,000,000美元設立。糖廠於1995年9月19日動土興建，1997年3月28日試車壓搾運轉，1997年7月23日開工製糖。建廠設計每日壓搾原料甘蔗量為6,000公噸，年產精煉糖與高級粗糖約95,000公噸，砂糖以內銷為主。
2006年4月24日，越台糖業董事長人選之爭正式浮上檯面，義美食品董事長兼越台糖業董事長高騰蛟表示，台糖只佔越台糖業4成股份，台糖董事長余政憲上任後卻多次干涉越台糖業人事，完全不把越台糖業董事會的決議看在眼裡；對於余政憲揚言要到新加坡控告高騰蛟不放出董事長職位，高騰蛟要余政憲「最好立刻去告」。

## 外部連結
- 台糖全球中文入口網 （页面存档备份，存于）